# Coermotibo (dorp)
Coermotibo is een dorp in het district Marowijne in Suriname. Via een weg is er aansluiting op de Oost-Westverbinding.
Hier ligt een voormalige bauxietmijn die van Suralco is geweest. Na het einde van de bauxietwinning zijn hierdoor in het landschap, onder meer bij Coermotibo, kraters ontstaan met daarin stilstaand water.
Het dorp werd op 8 augustus 2021 aangesloten op het elektriciteitsnetwerk. De officiële handeling werd gedaan door vicepresident Ronnie Brunswijk.